# Sedum mexicanum
Sedum mexicanum är en fetbladsväxtart som beskrevs av Nathaniel Lord Britton. Sedum mexicanum ingår i Fetknoppssläktet som ingår i familjen fetbladsväxter. Inga underarter finns listade i Catalogue of Life.

## Bildgalleri

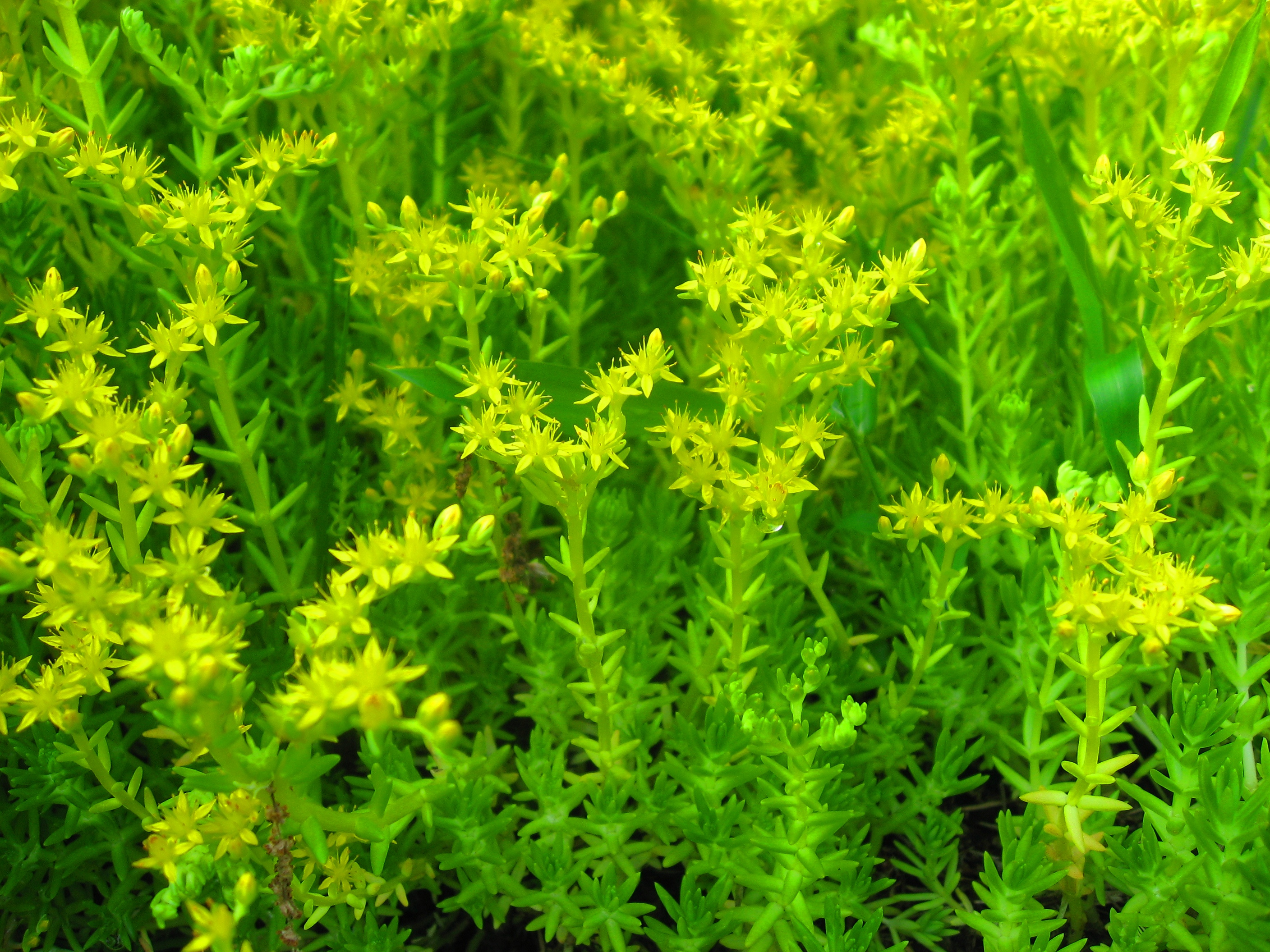